# Чернышов, Николай Андреевич (педагог)
Николай Андреевич Чернышов (1928—2011) — советский, российский педагог. Народный учитель СССР (1983).

## Биография
Николай Чернышов родился 14 декабря (по другим источникам — 16 декабря) 1928 года в деревне Загайново (ныне в Омской области).
Окончил 8 классов в 1945 году, Омское педагогическое училище в 1955 году заочно, Омский государственный педагогический институт в 1966 году заочно. 
Работать начал с 1945 года в качестве воспитателя детских домов №9 и №26. С 1953 года — учитель, с 1965 по 1990 год — директор Пановской средней школы в Крутинском районе. С 1990 года работал учителем географии. Общий стаж педагогической работы составил 55 лет. 
Создал уникальный опыт трудового и нравственного воспитания школьников в условиях сельской школы. Под его руководством разработана оригинальная система использования краеведческого материала в учебно-воспитательном процессе. 
Неоднократно избирался депутатом местных советов.
Умер 5 июня 2011 года.

## Награды и звания
- Заслуженный учитель школы РСФСР (1971)
- Народный учитель СССР (1983)
- Орден Ленина
- Отличник народного просвещения РСФСР